# Поліхно (Великопольське воєводство)
Поліхно (пол. Polichno) — село в Польщі, у гміні Владиславув Турецького повіту Великопольського воєводства.
Населення — 239 осіб (2011).
У 1975-1998 роках село належало до Конінського воєводства.

## Демографія
Демографічна структура станом на 31 березня 2011 року:
|          | Загалом | Допрацездатний вік | Працездатний вік | Постпрацездатний вік |
| -------- | ------- | ------------------ | ---------------- | -------------------- |
| Чоловіки | 113     | 18                 | 82               | 13                   |
| Жінки    | 126     | 34                 | 64               | 28                   |
| Разом    | 239     | 52                 | 146              | 41                   |